# Suislepper
Suislepper är en äppelsort vars ursprung är Estland. Suislepper passar bäst som ätäpple och plockas under september. Köttet på detta äpple är ofta rödrosa, och är saftigt. För skalets färg, se den externa länken. Blomningen på detta äpple är relativt tidig, och äpplet pollineras bland annat av Maglemer, Oranie, Ringstad, Risäter, Sävstaholm och Transparente Blanche. I Sverige odlas Suislepper gynnsammast i zon II-IV.
Säfstaholm anses som en utmärkt pollenlämnare. 
Sorten började att spridas i Sverige år 1915 av Ramlösa Plantskola.